# عود

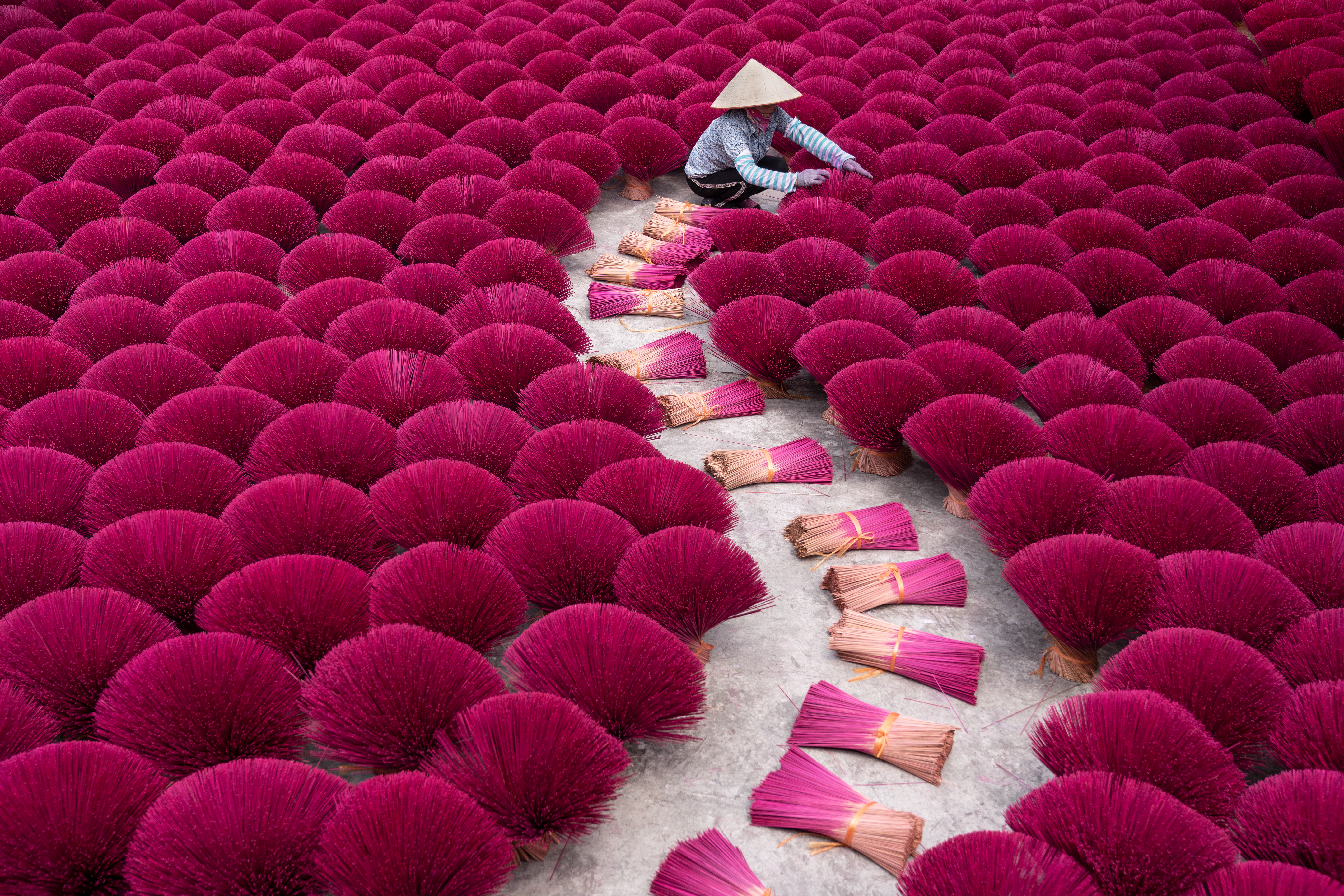
چوب‌های عود در ویتنام پس از فرو برده شدن در محلول مخصوص عود خشک می‌شوند

عود یا داربوی، (به هندی: اگَر) معمولاً توسط مخلوط کردن یک ماده سوزاننده مثل زغال یا گرد چوب با ماده‌ای معطر همانند چوب صندل و شکل‌دادن به آن ساخته می‌شود. مواد گیاهی معطر که با اسانس ترکیب شده‌اند نیز از ترکیبات عمده عود است.
در قدیم عود ها به‌طور سنتی از صمغ، کندر و چوب‌های خوشبو
مثل چوب صندل، پوست درختان، دانه‌ها، ریشه‌ها، علف‌ها و گل‌هایی مانند سرو، دارچین، کندر، سدرا، مشک، مریم گلی، نعنای هندی و …گرفته و تهیه می‌شدند.
امروزه عودها در شکل‌هایی متفاوتی موجود هستند و به‌طور کلی عودها از چوب‌های خوشبو (مریم گلی) از چوب‌های خام،
علف‌های خرد یا پودر شده یا حتی به شکل مایع و روغن‌های گیاهان (گل رز) برای تولید عطر بیشتر و ذغال سنگ برای افزایش قابلیت احتراق و نگهداری مواد عود در کنار هم تهیه می‌شوند. هر چقدر زاویه عود عمود(°۹۰) تر باشد دیرتر می‌سوزد.
از عودها در مکان‌ها و مراسمی همچون عبادت‌های مذهبی، رایحه‌درمانی و مدیتیشن استفادهٔ قابل‌توجهی می‌شود. همچنین ممکن است به عنوان یک خوش‌بو کننده ساده یا دافع حشرات نیز استفاده گردد.

### انواع
- شیمیایی
- گیاهی
- دست‌ساز

## نام
عود در اوستا وهوکرته (Vohukereta) و در پهلوی هوکرت (Hukart) نامیده شده است.

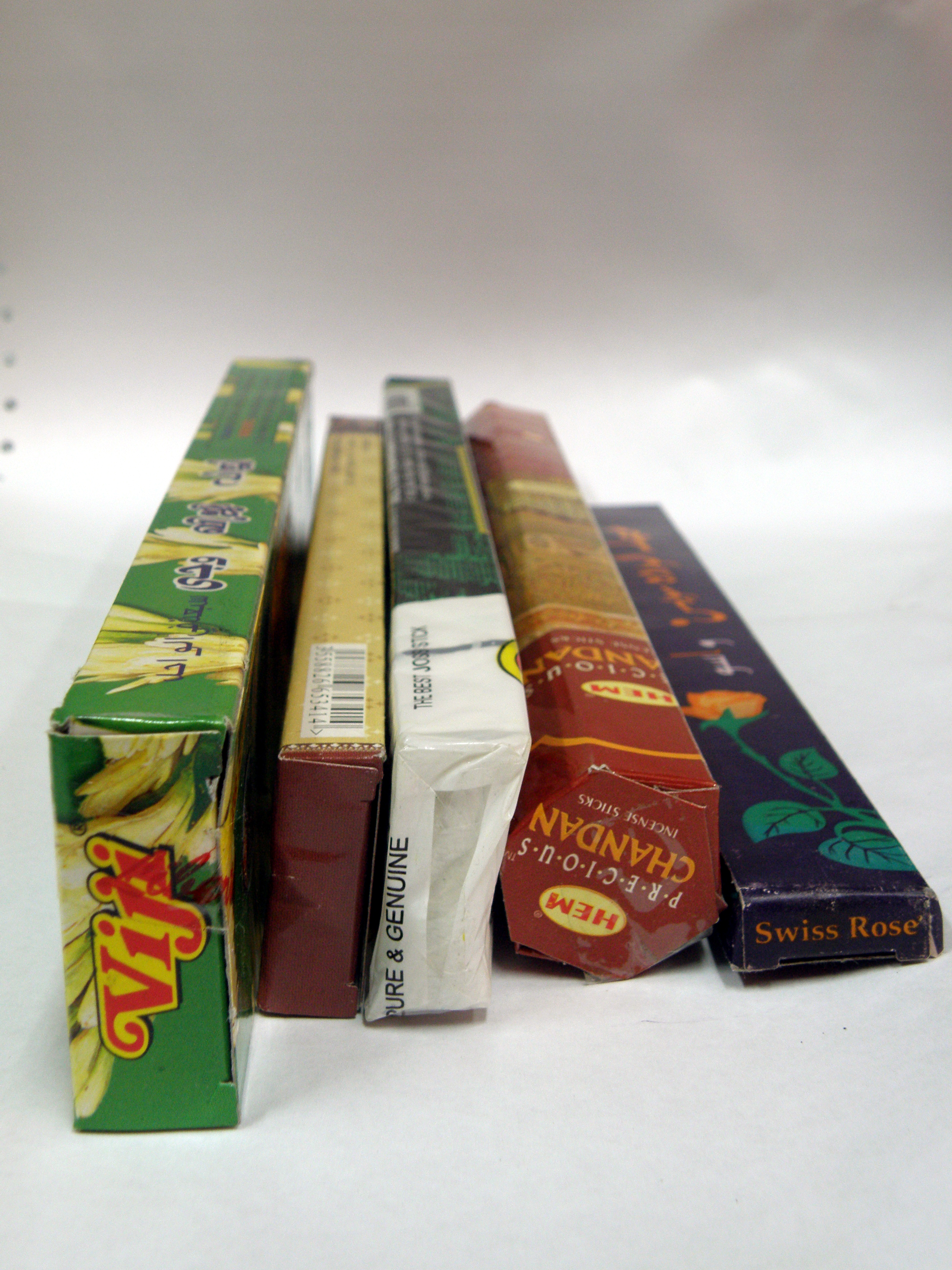
چندین نوع عود عطری

## در ادبیات
- رودکی:

| تا صبر را نباشد شیرینی شکر |  | تا بید را نباشد بوی چو داربوی |

- نظامی:

| درون خرگه از بوی خجسته |  | بخور عود و عنبر کله بسته |

- منوچهری:

| هر کجا عود بود لی بم بوی خوش عود بود |  | ندهد بوی نه هر چوبی و نه هر حطبی |

## خطرات سلامتی ناشی از دود عود
دود عود حاوی آلاینده‌های مختلفی از جمله گازهای کربن منوکسید، نیتروژن اکسید، اکسیدهای گوگرد، ترکیب آلی فرار و ذرات سمی قابل جذب جامد همچون هیدروکربن آروماتیک چندحلقه‌ای و سمیت فلزی به ضخامت ۱۰ تا ۵۰۰ نانومتر است. در مقام مقایسه، چوب صندل هندی (چوب صندل مادهٔ اولیه و عمدهٔ تولید همهٔ عودها است) دارای بالاترین میزان انتشار آلایندگی و پس از آن چوب آگار ژاپنی و چوب آگار تایوانی است در حالی که چوب صندل بدون دود چینی حاوی کمترین میزان انتشار آلایندگی است.
تحقیاتی که در سال ۲۰۰۱ در تایوان و با اندازه‌گیری سطوح هیدروکربن آروماتیک چندحلقه‌ای انجام شد نشان داد که سوزاندن چوب‌های عود در محیط‌های با تهویه ضعیف عامل عمدهٔ تجمع آهستهٔ مواد سرطان‌زا از جمله بنزوپیرن در معابد بودایی است. این مطالعه و بررسی همچنین نشان داد که در دود عود، ترکیبات آلیفاتیک آلدئید که سرطان‌زا و جهش‌زا هستند وجود دارد.